# San Giorgio delle Pertiche
San Giorgio delle Pertiche (San Dordi in veneto) è un comune italiano di 10 081 abitanti della provincia di Padova in Veneto. Nel territorio comunale si incrociano il cardo maximus (oggi corrispondente alla strada regionale del Santo) e il decumanus maximus (oggi chiamato via Desman) dell'antico Agro Centuriato Patavino.

## Geografia fisica

### Territorio

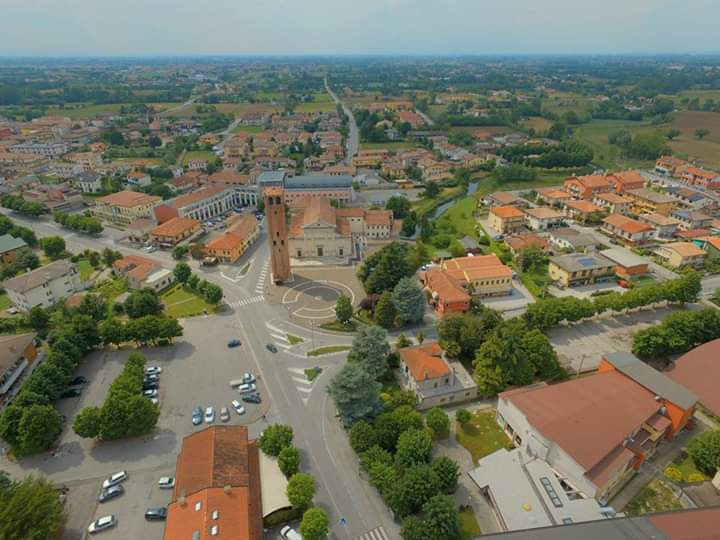
Vista aerea del Capoluogo

Il comune è situato nell'Alta Padovana, poco a sud di Camposampiero. La sua superficie è completamente pianeggiante, con altitudini variabili tra i 18 e i 26 m.s.l.m.
I principali corsi d'acqua sono il fiume Tergola, che attraversa il territorio da nord ovest a sudest lambendo il capoluogo e il torrente Muson dei Sassi (di origine artificiale), che scorre in direzione nord-sud lungo la strada del Santo; i due si incrociano in località Torre di Burri mediante un antico ponte canale. 
Altri corsi d'acqua minori che interessano il territorio comunale sono il fiume Vandura, e i canali "Tergolino" e "Piovego di Villabozza".

## Storia
I primi insediamenti nel territorio sono certamente di epoca romana, data la posizione quasi centrale nel cosiddetto graticolato romano. Un'ipotesi di Enrico Nestore Legnazzi fa risalire a questo periodo l'origine dell'attributo "delle Pertiche" che accompagna il toponimo: si riferirebbe agli strumenti impiegati dagli agrimensori per tracciare la centuriazione; ad opera ultimata, vennero custoditi all'interno di un tempio quali oggetti sacri.
Una seconda teoria, invece, lo fa più tardo e lo lega a un'area cimiteriale dei Longobardi dove venivano issate le cosiddette pertiche, delle lunghe aste sormontate da immagini di uccelli usate per commemorare i defunti morti in luoghi lontani (l'uccello veniva orientato verso il luogo del decesso).
Di certo si colloca in questo periodo l'origine della chiesa intitolata a san Giorgio, santo guerriero molto caro ai popoli barbari. È lecito supporre che, grazie alla fondazione del luogo di culto, si ebbe la formazione di un vero e proprio agglomerato.
La zona fu signoria dei vescovi di Padova a partire dalla donazione di Berengario I del 911, confermata da Federico Barbarossa nel 1161. I prelati affidarono poi il governo del loro territorio a una casata nobiliare, i da Marostica, che si oppose alle mire di altri signori locali come Sicherio di Sant'Andrea e la famiglia Fisoli. Nella prima metà del Duecento il potere ecclesiastico fu gradualmente sostituito da quello del Comune di Padova.
Verso la metà dell'XI secolo il vescovo Bernardo fece costruire presso la chiesa un fortilizio di cui oggi resta solo una torre (divenuta campanile). Qui, nel 1222, il vescovo Giordano ricevette il cardinale Ugolino di Anagni, inviato da papa Onorio III per raccogliere i finanziamenti per la quinta crociata.
Un altro fortilizio, proprietà della famiglia Burri, si trovava più a sud e ha lasciato il nome alla località Torre di Burri.
All'inizio del XV secolo la zona seguì le sorti di tutto il Padovano, entrando nei domini della Serenissima. A parte la parentesi della guerra della Lega di Cambrai (che vide il danneggiamento della torre di Burri, definitivamente demolita nel 1577), l'epoca veneziana fu un periodo di stabilità politica e relativa prosperità.
Tra il Cinque e il Seicento vennero intraprese una serie di opere idrauliche per regolamentare i corsi d'acqua della zona; in particolare, fu scavato il Muson dei Sassi e costruito il ponte canale che permette a quest'ultimo di incrociare il Tergola a Torre di Burri. Sempre del periodo veneziano sono alcune ville venete.

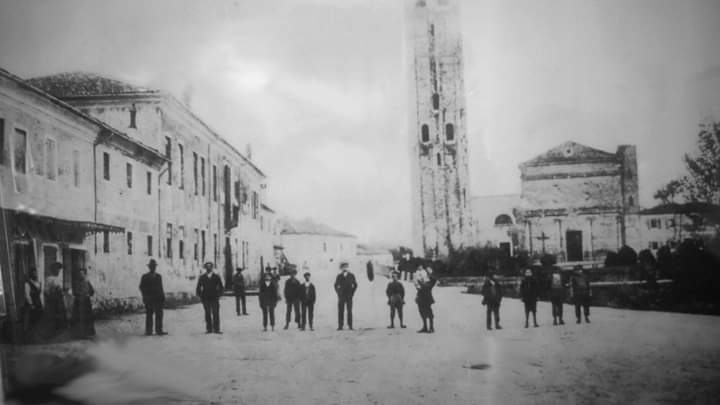
San Giorgio delle Pertiche durante i primi anni del '900

### Simboli
(Art. 3 c. 5 dello Statuto comunale)
Lo stemma comunale, concesso assieme al gonfalone con decreto del presidente della Repubblica del 18 dicembre 1951, richiama l'incontro avvenuto nel castello di San Giorgio tra il vescovo di Padova Giordano e il cardinale Ugolino di Anagni, inviato dal pontefice per finanziare la quinta crociata. Il monte sormontato dalla croce rappresenta il Calvario, ovvero Gerusalemme; la mitra è un riferimento ai due prelati; i bisanti, infine, simboleggiano i finanziamenti alla spedizione.
Il gonfalone è un drappo di azzurro.

## Monumenti e luoghi d'interesse

### Torre Millenaria

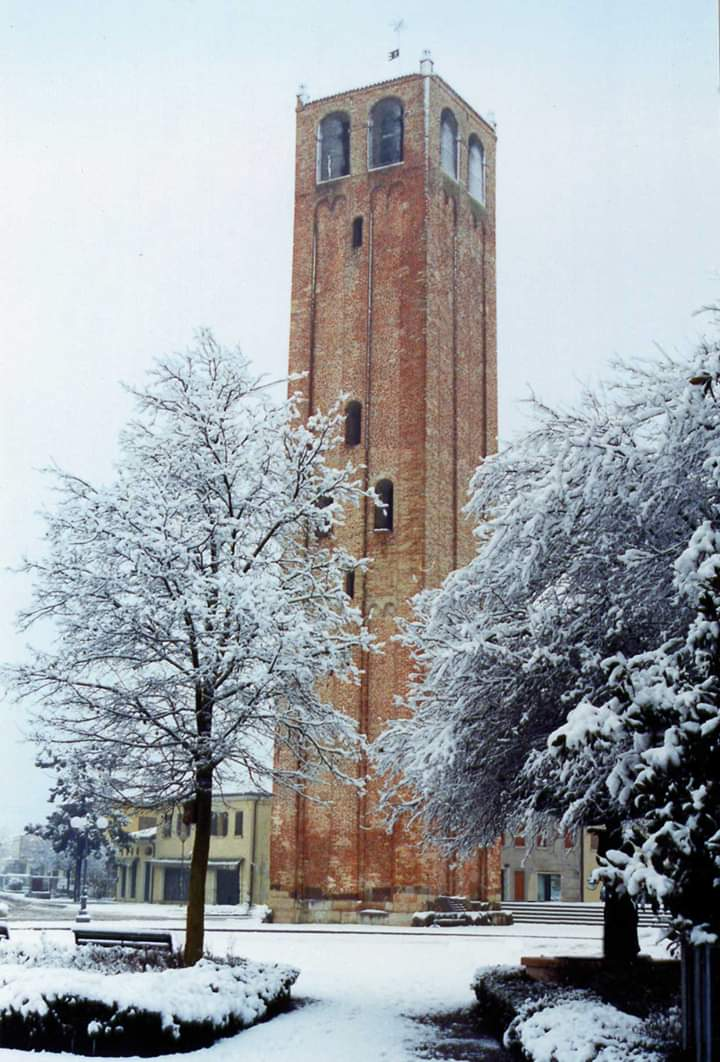
Torre Millenaria con la neve

Costruita attorno all'XI secolo, la Torre faceva parte della fortezza Medievale, composta da quattro torrioni, fosse, terrapieno e cinta muraria, che fu realizzata per volere del Vescovo Bernardo, riconosciuto signore del paese dall’Imperatore Berengario. L’antico Castello può vantare di aver ospitato nel XIII secolo il Cardinale Ugolino, qui inviato dall’allora Papa Onorio alla ricerca di fondi per finanziare la crociata in Terrasanta. Di quell’importante complesso difensivo, demolito nel Quattrocento dai Veneziani, rimane oggi solo questa torre, che per via delle numerose sopraelevazioni attuate nel corso dei secoli si presenta nella veste di campanile. La sua massiccia struttura, alta 38 metri e con ogni lato di 6 metri, è caratterizzata da uno stile molto semplice e con un basamento realizzato in mattoni romani e longobardi.
La struttura ha subito diversi restauri, il più recente risale ai primi anni 2000.

### Parrocchiale di San Giorgio
Come testimoniato dalla decima papale del 1297, ebbe un tempo la dignità di pieve, con giurisdizione sulle chiese di Campanigalli, Arsego, Campodarsego, Santa Giustina in Colle, Fratte e Carbantone; nel XVI secolo risultano sue filiali anche le chiese di San Marco di Camposampiero e di San Michele delle Badesse.

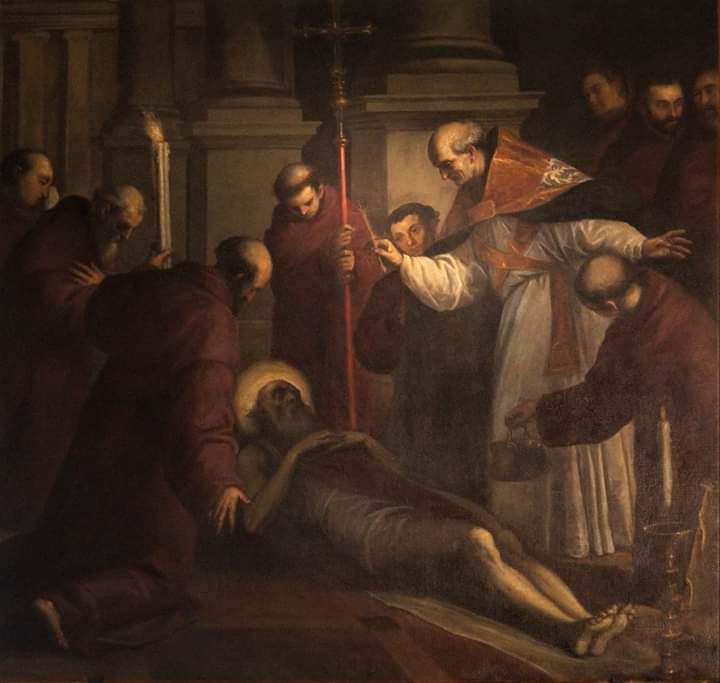
San Girolamo del Palma il Giovane

L'attuale edificio fu costruito tra il 1838 e il 1868 e riconsacrato nel 1943 in seguito a un ampliamento. Tra le opere d'arte, spiccano una Madonna della Salute in pietra dipinta della fine del Quattrocento, restaurata e dipinta da Candido Tomasin nel 1911; nella cappella invernale si trova la pala Madonna della Cintola con i santi Giustina, Agostino e Monica, opera di Antonio Zanchi di fine Seicento; nella controfacciata è collocato il Martirio dei santi Crispino e Crispiniano, tela di Giambattista Mengardi datata 1760 (probabilmente in origine collocata nella cattedrale di Padova, presso l'attuale altare di san Pio X). Due tele di ugual misura collocate nella contro facciata, raffiguranti San Biagio e San Rocco una e Sant'Antonio Abate e l'Addolorata l'altra sono ascrivibili alla bottega di Tiziano, probabilmente parti di un trittico la cui porzione centrale è andata perduta.

### Villa Mella
La storica Villa Pugnalin Valsecchi Carnaroli, ora Villa Mella, situata nella frazione di Arsego si presenta con tre corpi che si aprono su un giardino all’inglese.
La villa e i terreni appartenevano precedentemente ai nobili veneziani Soranzo. Nel Seicento risultavano fra i primi possidenti delle terre che si allineavano lungo il Piovego, fino a Villa del Conte, insieme ai Morosini e ai Dolfin. Verso il Settecento, invece, notiamo una regressione delle loro proprietà. Forse fu proprio per dare una svolta alla loro perdita di potere, che nel 1747 i due fratelli Zuanne e Bertucci Soranzo decisero di puntare sul commercio e lo scambio di prodotti agricoli, con l’istituzione di una Fiera da tenersi annualmente nella loro villa di Arsego, sotto la podesteria di Camposampiero. La villa venne adibita ad Ospedale Territoriale della Croce Rossa durante la prima guerra mondiale.

### Villa Prevedello

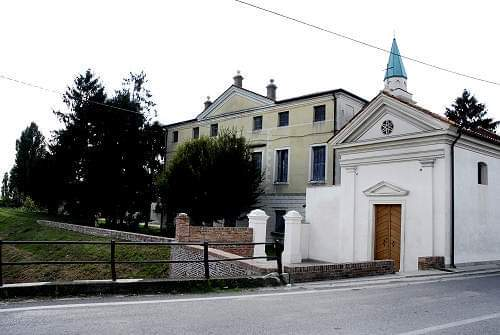
Da sinistra Villa Prevedello e la chiesetta in località Torre di Burri

Nella seconda metà del Seicento il vescovo di Padova, signore di San Giorgio col suo Bosco, costruì in detta località una elegante villa che costituiva il suo “palazzo dominicale” cioè casa di villeggiatura. In essa soggiornò anche il canonico Giuseppe Scudolanzoni, di nobile famiglia padovana. Fu sepolto nell’attigua chiesetta dove si può ancora osservare la sua lastra tombale. La villa fu acquistata dalla famiglia Prevedello nel 1928. L’attigua chiesetta è stata recentemente donata alla parrocchia la quale si è prodigata per un radicale restauro.

### Villa Cassinari
Un'altra importante dimora signorile è sita nella località de le Caselle presso la SR307 a San Giorgio delle Pertiche. È la villa Meneghelli Cassinari, ora Peroni Masiero, che sorge accanto al torrente Vandura e comprende un antico mulino, ora non più attivo ma di cui rimane il singolare salto d’acqua. Di grande interesse il maestoso parco, disegnato da Giuseppe Jappelli, con gigantesche alberature, fra le quali emergono alcuni pini secolari e una sequoia gigantesca, considerata tra le più grandi d'Europa.

### Mobilificio De Toni
L'edificio si trova all'incrocio tra Via Margarise e Via Piovego, nella frazione di Arsego. Fu progettato dall'architetto Quirino De Giorgio. Attualmente lo stabile è parzialmente occupato da una pasticceria.

### Cimitero Monumentale
L'ampliamento del cimitero comunale è stato progettato dall'architetto futurista Quirino De Giorgio tra il 1947 ed il 1979, ed è qui che l'artefice dell'opera è sepolto. I disegni del progetto sono contenuti nell'Archivio dell'architetto Quirino de Giorgio, presso il Comune di Vigonza (Padova)..

## Società

### Evoluzione demografica
Abitanti censiti

## Sport

### Calcio
Le due squadre calcistiche sono:
- ASD Cavinese Airone che milita in Seconda Categoria nel girone Q e disputa le partite di casa presso lo stadio comunale degli impianti sportivi "Ometto Francato" situati presso la località Guizze.[15]
- US Ardisci e Spera che milita in Prima Categoria nel girone F.[16]

### Pattinaggio
Presso gli impianti sportivi "Ometto Francato" è presente un pattinodromo sede dello Skating Club Pertichese.
L'impianto nel 2012 ospitò i Campionati Italiani Corsa su Pista a quali parteciparono oltre
700 atleti e 165 squadre provenienti da tutte le regioni d’Italia.

## Geografia antropica

### Frazioni

#### Arsego
Il toponimo "Arsego" deriva molto probabilmente da un fiumicello che scorreva nel suo centro e che scomparve a causa della canalizzazione del canale Piovego di Villabozza, da non confondere con l'omonimo canale (Piovego) che scorre in Padova.
La prima traccia storica che testimonia la presenza di questo insediamento nel territorio padovano risale all'anno 1130, in un atto del vescovo Bellino.

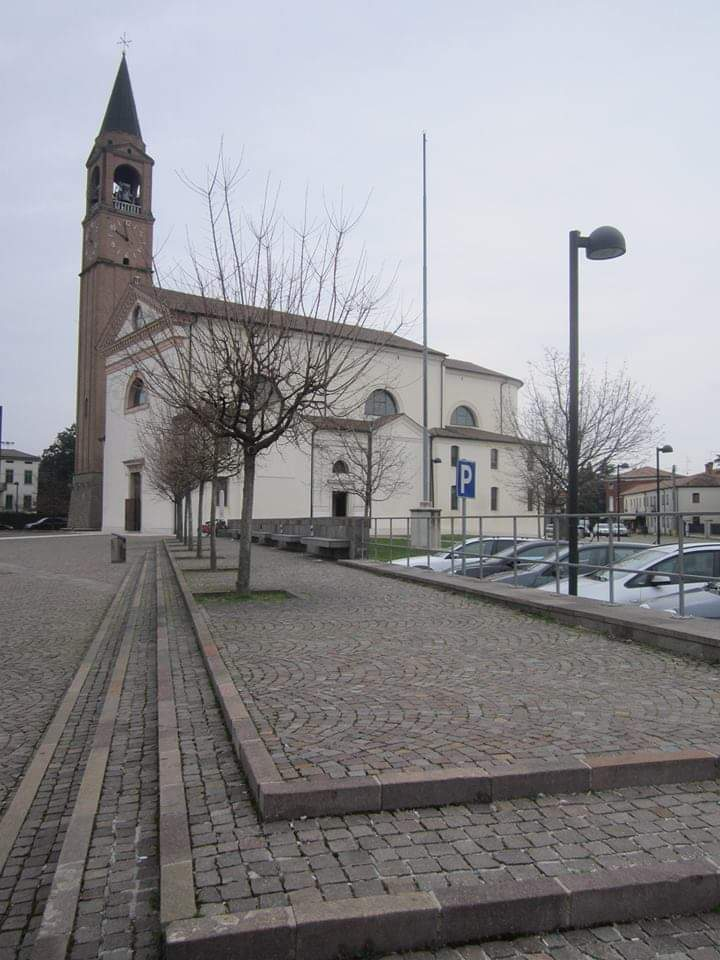
Centro di Arsego

La chiesa parrocchiale è intitolata ai Santi Martino e Lamberto.

#### Cavino
La chiesa è intitolata al Sacro Cuore e durante la guerra ha ospitato le spoglie di Gregorio Barbarigo.
La parrocchia ha compiuto da pochi anni 100 anni di storia.

#### Altre località del territorio
- Anconetta - Poco più a sud di San Giorgio delle Pertiche, lungo l'omonima via.
- Cocche - A nordovest di Arsego, verso Marsango di Campo San Martino. Vi si trova una chiesetta intitolata alla Madonna della Mercede, eretta nel 1837 come ex voto per aver risparmiato la località da una memorabile pestilenza scoppiata nel 1831[6].
- Guizze - A nordovest del centro, verso il confine con Santa Giustina in Colle. È sede del parco Guizze, un'area boscosa di 1,7 ettari di grande interesse naturalistico, e dell'oasi Rossato, estesa su due ettari comprendenti due cave senili. Quest'ultima è accessibile al pubblico solo con l'accompagnamento di una guida[6].Il Parco Guizze situato nell'omonima località

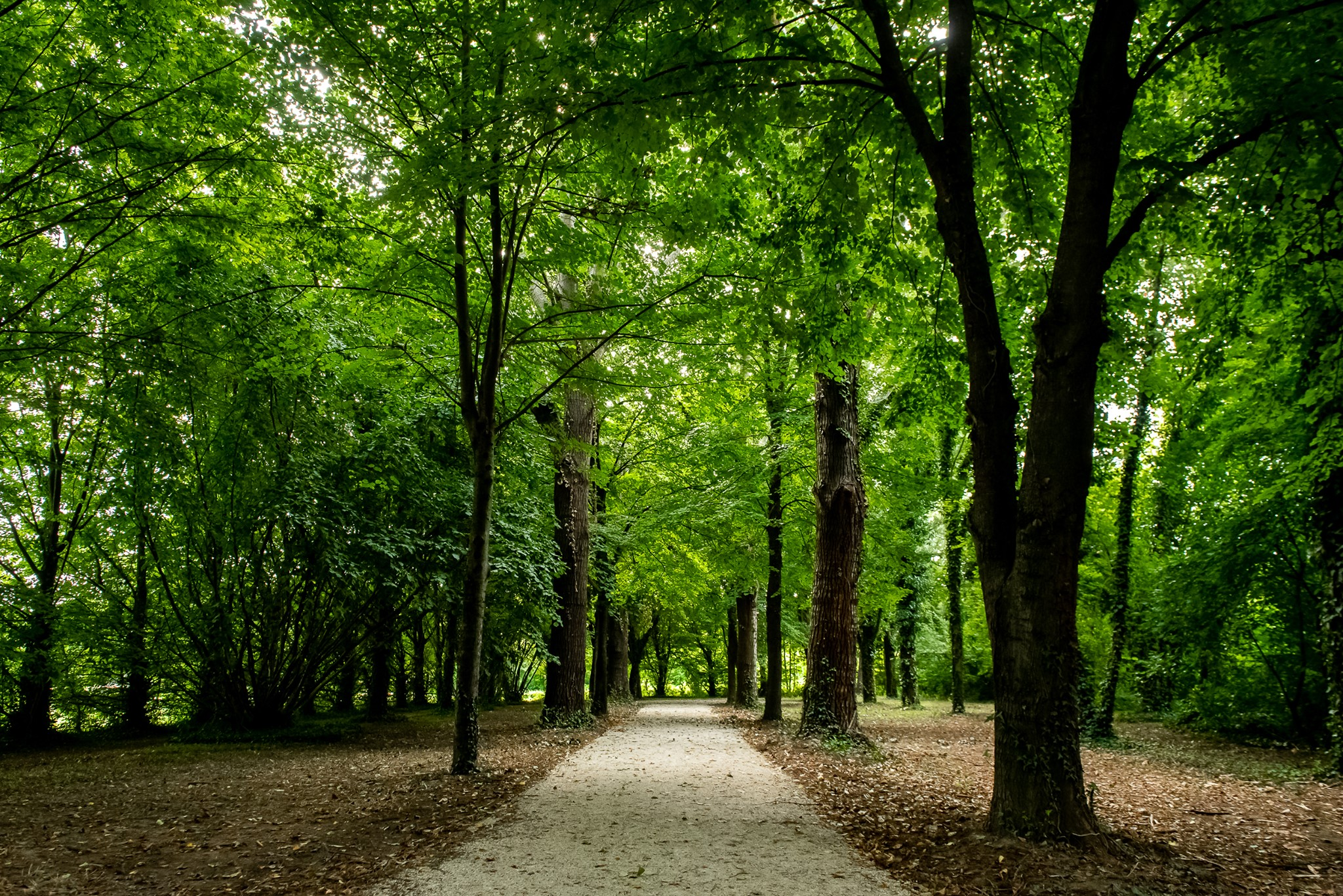
Il Parco Guizze situato nell'omonima località

- Le Caselle - È localizzata subito a est di San Giorgio, presso la confluenza di via Roma nella regionale del Santo. Vi sorge villa Cassinari, palazzo domenicale con annesso un antico mulino e completata dal parco di Giuseppe Jappelli[6].
- Rizzo - A ovest del centro, lungo la strada per Arsego (via Roma).
- Russia - Situata lungo l'omonima via a est della zona industriale di Arsego.
- Torre di Burri - Si trova a sud del capoluogo, all'incrocio tra la regionale del Santo e via Anconetta. Il toponimo ricorda la presenza di una fortificazione medievale legata alla nobile famiglia Burri. Danneggiata durante la guerra della Lega di Cambrai, venne definitivamente demolita dai Veneziani nel 1577 durante le opere di risistemazione dei corsi d'acqua che attraversano la zona; tra queste, si cita il ponte canale che permette al Muson dei Sassi di "scavalcare" il Tergola. Degna di nota villa Prevedello, costruita nel Seicento dal vescovo di Padova come palazzo di villeggiatura. Le è annesso l'oratorio di Santa Maria Maddalena, recentemente donato alla parrocchia di San Giorgio che si è occupata del suo restauro[6].

## Economia
Il comune è sede di due importanti zone industriali.
La prima per dimensioni è situata nella frazione di Arsego dove operano piccole-medie imprese inerenti ai settori della metalmeccanica, del tessile e dell'alimentare.
La seconda si sviluppa nella parte nordest del comune al confine con i comuni di Camposampiero e Borgoricco ed è sede di un importante centro commerciale denominato "le Centurie".

## Infrastrutture e trasporti

### Ferrovie
È dotata dell'omonima stazione ferroviaria dotata di 2 binari. Le destinazioni principali sono Treviso Centrale, Padova, Bassano del Grappa.

### Strade
Il comune si trova in corrispondenza dell'intersezione di due antiche strade costruite in epoca romana: il cardo Sr307 denominata Via del Santo che collega Padova con Castelfranco Veneto e il decumano via Desman (Sp33).

### Piste Ciclabili
Il comune è attraversato da numerose piste ciclabili tra le quali, la più popolare denominata Pista ciclabile Treviso-Ostiglia, oltre al Cammino di Sant'Antonio e al Percorso Tergola.

## Eventi

### Fiera di Arsego
Il principale evento annuale è l'Antica Fiera di Arsego, che vanta, con l'edizione 2024, i 277 anni di storia essendo stata istituita nel 1747 su proposta della famiglia veneziana dei Soranzo, allora proprietari di Villa Pugnalin (ora villa Mella), come fiera dei cavalli e del bestiame. Si svolge ogni terzo lunedì del mese di ottobre. L'edizione 2020 verrà ricordata per l'adozione delle misure anti CoVid-19.

### Sagra del Rosario
Si svolge la prima domenica del mese di ottobre presso il capoluogo del comune.
La manifestazione include diversi eventi tra cui: il Raduno di veicoli storici, quest'anno giunto alla 18ª edizione, la festa Multietnica e la Mostra del libro.

### Carnevale Sangiorgese
Nel 1980 nacque un accordo tra la parrocchia del capoluogo e una trattoria che istituì il comitato promotore del primo carnevale.
Nel 1990 la conduzione passò alla Pro Loco, negli anni ebbe una notevole crescita e attualmente è uno dei più rinomati della provincia di Padova.
Si svolge l'ultima domenica di carnevale.

### Sagra di Cavino
Si svolge la seconda domenica di giugno, in ricorrenza del patrono della parrocchia: Sacro Cuore di Gesù. Organizzata dalla Associazione "Insieme a Cavino" che da anni unisce gli abitanti di Cavino e del comune in 5 serate accompagnate da uno stand gastronomico e diversi generi di musica.

### Sagra delle Cocche
Si svolge l'ultima domenica di settembre in dedica alla Madonna della Mercede, protettrice della località.

## Amministrazione[18]

### Sindaci dal 1867 al 1946
| Periodo | Periodo | Primo cittadino             | Partito                    | Carica                  | Note |
| ------- | ------- | --------------------------- | -------------------------- | ----------------------- | ---- |
| 1867    | -       | Marco Meneghelli            | -                          | Sindaco                 |      |
| 1895    | 1905    | Luigi Valle                 | -                          | Sindaco                 |      |
| 1905    | 1912    | Raffaele Pugnalin Valsecchi | -                          | Sindaco                 |      |
| 1912    | 1914    | Antonio Nalon               | -                          | Sindaco                 |      |
| 1914    | 1920    | E. Prevedello               | -                          | Sindaco                 |      |
| 1920    | 1926    | Candido Tomasin             | -                          | Sindaco                 |      |
| 1926    | 1927    | Antonio Parpaiola           | -                          | Sindaco                 |      |
| 1927    | 1939    | Raffaele Pugnalin Valsecchi | Partito Nazionale Fascista | Podestà                 |      |
| 1939    | 1944    | -                           | Partito Nazionale Fascista | Podestà                 |      |
| 1944    | 1945    | Corrado Trevisan            | -                          | Commissario prefettizio |      |
| 1945    | 1946    | Gherardo Beccegato          | -                          | Sindaco                 |      |

### Sindaci dal 1946
| Nominativo                                           | Nominativo                                        | Partito / Coalizione                              | Periodo                                           | Elezione                                          |
| Sindaci eletti dal Consiglio comunale (1946-1995)    | Sindaci eletti dal Consiglio comunale (1946-1995) | Sindaci eletti dal Consiglio comunale (1946-1995) | Sindaci eletti dal Consiglio comunale (1946-1995) | Sindaci eletti dal Consiglio comunale (1946-1995) |
| ---------------------------------------------------- | ------------------------------------------------- | ------------------------------------------------- | ------------------------------------------------- | ------------------------------------------------- |
|                                                      | Ernesto Berti                                     | Democrazia Cristiana                              | 1946-1951                                         | 1946                                              |
|                                                      | Umberto Pauro                                     | Democrazia Cristiana                              | 1951-1960                                         | 1951                                              |
| 1956                                                 | Umberto Pauro                                     | Democrazia Cristiana                              | 1951-1960                                         |                                                   |
|                                                      | Pasquale Perazzi                                  | Democrazia Cristiana                              | 1960-1970                                         | 1960                                              |
| 1964                                                 | Pasquale Perazzi                                  | Democrazia Cristiana                              | 1960-1970                                         |                                                   |
|                                                      | Lino Perin                                        | Democrazia Cristiana                              | 1970-1980                                         | 1970                                              |
| 1975                                                 | Lino Perin                                        | Democrazia Cristiana                              | 1970-1980                                         |                                                   |
|                                                      | Sergio Carnaroli                                  | Democrazia Cristiana                              | 1980-1985                                         | 1980                                              |
|                                                      | Valter Pierazzo                                   | Democrazia Cristiana                              | 1985-1990                                         | 1985                                              |
|                                                      | Lino Perin                                        | Democrazia Cristiana                              | 1990-1995                                         | 1990                                              |
| Sindaci eletti direttamente dai cittadini (dal 1995) |                                                   |                                                   |                                                   |                                                   |
|                                                      | Rina Bellotto                                     | Centro                                            | 1995-2004                                         | 1995                                              |
|                                                      | Rina Bellotto                                     | Centro-sinistra                                   | 1995-2004                                         | 1999                                              |
|                                                      | Catia Zorzi                                       | Centro-sinistra                                   | 2004-2014                                         | 2004                                              |
|                                                      | Catia Zorzi                                       | Grande coalizione                                 | 2004-2014                                         | 2009                                              |
|                                                      | Piergiorgio Prevedello                            | Grande coalizione                                 | 2014-2019                                         | 2014                                              |
|                                                      | Daniele Canella                                   | Centro-destra                                     | 2019-in carica                                    | 2019                                              |
| 2024                                                 | Daniele Canella                                   | Centro-destra                                     | 2019-in carica                                    |                                                   |